# Thierry Ascione
Thierry Ascione (Villeurbanne, 17 de Janeiro de 1981) é um ex-tenista profissional da França.
Tenista francês, profissionalizado em 2000, em 2004 chegou ao seu melhor momento na carreira, sendo 81° do mundo, aos poucos vai tentando chegar na mesma colocação, o tenista quando chega nas 2° rodadas de Grand Slam, enfrenta páreos duros ,como em 2004 Rafael Nadal, no Aberto da Austrália, e 2007, em Roland Garros encarou o número 1 Roger Federer. Ascione tem uma familia muita ligado ao boxe pois seu pai e seu tio representaram a França em competições.

## Conquistas

### Simples
- 2003 Challenger de Andrézieux-Bouthéon, França
- 2003 Challenger de Helsinque, Finlândia
- 2005 Challenger de Andrézieux-Bouthéon, França
- 2005 Challenger de Reggio Emilia, Itália
- 2005 Challenger de Bronx, Bélgica
- 2007 Challenger de Roma, Itália
- 2007 Challenger de Andrézieux-Bouthéon, França
- 2008 Challenger de Cherbourg, França

## Ligações Externas
Perfil na ATP (em inglês)